# Církevní mateřská škola U sv. Josefa
Církevní mateřská škola U svatého Josefa je katolická mateřská škola sídlící v Českých Budějovicích v ulici Na Sadech v klášteře Kongregace Školských sester Notre Dame, které ji provozují. Jejím mottem je „Radostná odvaha žít“.

## Výchovný program
Školka se snaží podporovat harmonický rozvoj osobnosti svěřených dětí a vychovávat je v křesťanském duchu. Proto též zařazuje prvky Celistvé na smysl zaměřené pedagogiky Franze Ketta. Pedagogové rozvíjejí vztahy mezi dětmi a předcházejí sociálně-patologickým jevům. Chtějí, aby si děti z MŠ odnesly „radostnou odvahu žít“.
Děti jsou rozděleny do tří věkově různorodých tříd - Sluníčka, Broučci a Ovečky. Školka pořádá výlety do přírody a též kurz bruslení.

## Historie
Dětská opatrovna U sv. Josefa byla založena v roce 1886. V roce 1925 byla přejmenována na mateřskou školu. V roce 1940 byla vystěhována a na dva roky našla útočiště v ústavu hluchoněmých. V roce 1942 byla protektorátními úřady zrušena, v roce 1945 pak obnovena ve svém původním působišti. Po únorovém převratu v roce 1948 byla škola z nařízení státních orgánů přeměněna na dětský útulek a v roce 1949 ji násilně převzal stát a sestry byly vyhnány. Jelikož většina rodičů odmítla do útulku své děti dál posílat, byl zrušen a na jeho místo se přestěhovala veřejná městská mateřská škola a posléze ji nahradila okresní vojenská správa. Činnost řádové mateřské školy byla obnovena v září 1993.